# 吳國恩
吳國恩，音樂監製、作曲人，現為作曲家、作家及出版社協會 (MACA) 行政總裁。
吳國恩在澳門出生，獲英國白金漢郡新大學工商管理碩士學位（MBA, Buckinghamshire New University）、於2007年完成Audio Institute of America 錄音工程和音樂製作文憑課程。
吳國恩在90年代開始參與香港流行歌曲創作及編曲工作，先後於寶麗金、環球唱片、英皇娛樂、正東唱片，創作過百首流行曲，亦參與廣告歌曲創作、電影配樂等。 在2009年，吳國恩在國際作者和作曲者協會聯合會(CISAC)的支持下，與一群澳門音樂人成立了作曲家、作家及出版社協會（Macau Association of Composers, Authors & Publishers, MACA），本著「尊重音樂，維護版權」的目標，致力提升澳門的音樂版權意識，積極舉辦各類型音樂活動及設立音樂獎學金，給予音樂上具潛質或卓越表現者學習機會，並致力促進和推動澳門的音樂文化發展。 在2015年，吳國恩與李峻一共同創立「一國娛樂製作有限公司」主力發展視頻製作，並且開設了「一國錄音室」，提供優質錄音室服務以及專業指導。

## 簡介
吳國恩於1996年開始從事流行曲的作曲及編曲工作，最為人熟識的作品包括《DNA出錯》（主唱：黎明）、《黑白照》（主唱：鄧麗欣）、《親朋密友》（主唱：鄧麗欣、傅穎）、《開學禮》（主唱：李克勤）、《SUPER 無敵獎門人》（主唱：曾志偉、錢嘉樂、林曉峰）等，多年來參與編曲及製作的歌曲超過300首。在2005年，被《明報》選為最佳作曲人之一。
吳國恩在旅居香港期間，先後于寶麗金、環球唱片、英皇娛樂、正東唱片，創作過百首流行曲，亦參與廣告歌曲創作、電影配樂創作等。
在2009年，吳國恩在國際作者和作曲者協會聯合會(CISAC)的支持下，與一群澳門音樂人組織及成立作曲家、作家及出版社協會（Macau Association of Composers, Authors & Publishers, MACA）。

## 音樂作品

### 1996年
- 周慧敏 - 古老病態（曲、編）
- 陳慧嫻 - 問題女人（曲、編）
- 湯寶如 - 光天化日（曲）
- 黎　明 - 非一般的晚上（Technova Mix）（編）

### 1997年
- 林海峰 - 亂世兒女 （曲、編）
- 黎　明 - DNA出錯（曲、編）
- 黎　明 - 談談情跳跳舞（曲、編）

### 1998年
- SISTERS - 討你歡心（曲、編）
- 林海峰 - 我殺了一個人（曲、編）
- 陳展鵬 - 玩啦（編）
- 曾志偉 - 天下無敵我愛你（曲、編）
- 曾志偉 - 潔廁潔廁洗廁所（編）
- 曾志偉、錢嘉樂、林曉峰 - Super無敵獎門人（曲、編）
- 曾志偉、錢嘉樂、林曉峰 - 大懲罰（編）
- 黎　明 - 心靈感應（曲、編）

### 2000年
- 車婉婉 - 拒絕你 拒絕愛情（曲、編；與李峻一共同作曲）
- 張智霖 - 四面埋伏（曲、編）
- 梁奕倫、容祖兒 - 雙腳著地（曲、編）
- 梁漢文 - 不要吻我（曲，與季龍祥共同作曲）
- 陳冠希 - 左上右落（編）
- 陳奕迅、杜雯惠 - 白鴿的傳奇（曲、編）
- 彭　晴、陳敬創 - 等你的愛（曲、編）
- 葉佩雯 - 李偉大（曲、編）

### 2001年
- 周國豐 - 愛你的範圍（曲、編）
- 林海峰 - 你好朝偉（曲、編）
- 容祖兒 - 命苦（曲、編；與陳輝陽共同作曲）
- 梁繼璋 - 日落大道上的我和你（曲、編）
- 郭富城 - 食你落肚（曲、編；與李峻一共同作曲）
- 陳冠希 - 新刺激（曲、編；與江港生共同作曲）
- 陳冠希 - 解渴（曲、編；與江港生共同作曲）
- 陳冠希 - 超人佳亞（編）
- 陳奕迅、容祖兒 - 動作派（編）
- 葉佩雯 - 拿得起 放不低（編）
- 葉佩雯 - 揩搖擺（曲、編）
- 甄　妮 - 天子尋龍（曲）
- 漢　洋 - 讓我緊抱你（曲）
- 歐陽德勛 - 為你護航（曲、編）
- 鍾兆康、陸東成、謝秉翰 - 你想要甚麼（曲、編）
- 羅啟新 - 變、變、變（曲、編）

### 2002年
- 余文樂 - 全面收購（曲、編；與Billy Chan共同編曲）
- 余文樂 - 全面收購（160Mph Remix）（曲、編；與Billy Chan共同編曲）
- 李彩華 - 假使公主墮落（編）
- 張栢芝 - 真我工作坊（曲）
- 陳慧琳 - 金像獎（編）
- 趙頌茹 - 情急自禁（Radio Edit Mix）（編）

### 2003年
- 2R - 2人新裝（曲、編）
- 黃伊汶 - 愛失救（曲）
- 古天樂 - 頭文字K（曲、編）
- 古天樂 - Mr. Cool（Hot Mix）（編）
- 朱　茵 - 談情做愛（編）
- 吳浩康 - 口講無憑（曲、編）
- 李克勤 - 兒女私情（曲；與江港生共同作曲）
- 張國榮 - 隨心（編）
- 許志安 - 飯島愛世界（曲）
- 嘉　琳 - bi li ba la（曲、編）
- 鄭希怡 - 技術性擊倒（編）
- 鄭希怡 - 新手上路（曲、編；與彭海桐共同編曲）
- 鄭希怡 - 刺青的理由（編）
- 傅　穎  - 綁架心上人（曲）

### 2004年
- 2R - 我們的合唱歌（曲、編；與褚鎮東共同編曲）
- 2R - 頭文字R（曲、編）
- Boy'z - 我愛香港仔（編）
- Boy'z - 皇室堡主（編）
- Boy'z - 手足（編）
- Kenny@Boy'z - 眼紅館（編）
- Steven@Boy'z - 迪士尼見（編）
- 方力申 - 好來好去（編）
- 李克勤 - 開學禮（曲）
- 林嘉欣 - 苦戀太好（編）
- 梁洛施 - 錫自己（編）
- 陳紀匡 - 二號院（曲）
- 陳紀匡 - 多我一個不多（曲、編）
- 傅珮嘉 - 黑貓（編）
- 鄭希怡 - 黑名單（編）
- 鄧麗欣、傅　穎 - 親朋勿友（曲、編）

### 2005年
- 吳浩康 - 難得（編）
- 吳浩康 - 感覺蘇豪（曲、編）
- 李逸朗、蔣雅文 - 超合金曲（編）
- 周麗淇 - 龜兔戀（編）
- 梁洛施 - 有鬼（曲、編）
- 葉宇澄 - 潘朵拉的盒子（編）
- 劉浩龍 - 變臉（編）
- 鄧麗欣 - 親朋勿友（Solo '05）（曲、編）
- 鄧麗欣 - 黑白照（曲、編）

### 2006年
- 方力申 - 無雙譜（編；與陳輝陽共同編曲）
- 吳卓羲 - 過三關（編）
- 吳卓羲 - 別人問起（編）
- 吳雨霏 - 耍我（編）
- 吳雨霏 - 明知做戲（編）
- 吳浩康 - 夜貓（曲、編）
- 李逸朗、蔣雅文 - 白眼（曲、編、監）
- 李逸朗、蔣雅文 - 相約在那座橋（編）
- 李逸朗、蔣雅文 - 風頭火勢（曲、編、監）
- 李逸朗、蔣雅文 - 每隔兩秒（編、監）
- 胡　琳 - 煙灰（編；與季龍祥共同作曲）
- 英皇群星 - 夢幻組合（編）
- 陳紀匡 - 誰愛誰（曲、編）
- 楊秀惠 - 別怪他（編）
- 葉宇澄 - 潘朵拉的盒子（國）（編）
- 廖碧兒 - 分手（編）
- 鄧麗欣 - 被遺棄的公主（曲、編）
- 鄧麗欣 - 天使/魔鬼（編）
- 鄧麗欣 - Let It Flow（編）
- 鄧麗欣、吳雨霏 - 偏愛（編）

### 2007年
- 小　肥 - 有情有義（編）
- 小　肥 - Sin City（曲、編）
- 小　肥 - 逃（曲）
- 小　肥 - 轉性（編）
- 小　肥 - 七十五分（編）
- 吳雨霏 - 怕（編）
- 周麗淇 - 螢火蟲（編）
- 范萱蔚 - 你是我的石頭（編）
- 鄧麗欣 - 12:03分手（曲、編）

### 2008年
- 吳浩康 - 好勝（編）
- 高皓正 - 相戀有罪（編）
- 鄧麗欣 - 女兒紅（編；與姜偉靖共同編曲）

### 2009年
- 小　肥 - 兒童節謀殺案（編、監）
- 周子揚 - 白與黑（編）
- 鄭家維 - 她的眼淚（曲、編）

### 2011年
- 小　肥 - 日落時讓戀愛終結（編）
- 吳雨霏 - 奮不顧身（編）
- 周筆暢 - 娃娃（編）

### 2015年
- 彭永琛 - 比賽歌（編、監；與Rui Filipe共同編曲）
- 彭永琛 - 心齋橋（編；與Rui Filipe、蘇耀光共同編曲）
- 彭永琛 - 再見唐吉柯德（編、監）
- 彭永琛 - 耳邊風（編、監）
- 彭永琛 - 戀愛巷（編、監；與Rui Filipe共同編曲）
- 彭永琛 - 游（曲、編、監）
- 彭永琛 - 鬆開領呔（曲、編、監）
- 彭永琛 - 混世（編、監；與Rui Filipe共同編曲）
- 彭永琛 - 愛的九月（編、監；與Rui Filipe共同編曲）
- 彭永琛 - 極夜（監）
- 羅嘉豪 - 我願意（編、監；與伍樂城、羅嘉豪共同監製）

### 2016年
- 陳啟豪 - 人生失敗組（編、監）
- 陳啟豪 - Close my eyes（曲、與Rui Filipe共同編曲、監）
- 陳啟豪 - London Dream（曲）
- 陳啟豪 - Singles' Day（與Rui Filipe共同編曲、監）
- 陳啟豪 - 約會女神（與John Ho共同編曲、與Rui Filipe共同編曲、監）
- 陳啟豪 - 多少次旅行（曲、監）
- 陳啟豪 - 我要的快樂（與Rui Filipe共同編曲、監）
- 陳啟豪 - 最後的花園（曲、編、監）
- 陳啟豪 - 過路（與Rui Filipe共同編曲、監）
- 陳啟豪 - 快樂夢想（與Rui Filipe共同編曲）

### 2017年
- 吳杭捷、藍守恩 - 永生樹（曲、與Rui Filipe共同編曲）
- 陳啟豪 - 麻木（曲、編）
- 陳啟豪 - Rose（曲、與Rui Filipe共同編曲）

### 2018年
- GRACY LAM - 白天使（曲、編、監）
- GRACY LAM - 末世的烏托邦（曲、監）
- GRACY LAM - 世界還會記得我嗎？（與Rui Filipe、鄭啟博共同編曲、監）
- GRACY LAM - 黑化（編、監）

### 2020年
- 藍守恩 - 愛如深海（與曾桂源共同作曲、與Rui Filipe共同編曲、監）
- 藍守恩 - 神是偉大信實（曲、與Rui Filipe共同編曲、監）
- 藍守恩、馬靜瑜 - 平安島（編、監）
- 馬曼莉、陳淑賢 - 昔在今在（與Rui Filipe共同編曲、監）
- 馬曼莉、陳淑賢 - 昔在今在（與Rui Filipe共同編曲、監）
- 藍守恩 - 平安的確實（監）
- 楊德仁 - 有一種平安（監）
- 藍守恩、楊德仁 - 願（監）

### 2021年
- 大衛敬拜樂團 - 與主同在（曲）

### 其他作曲作品
- 陳慧琳 - 開心三人組

- 沈魚 - 你好

- 戴夢夢 - 與你上車

- 戴夢夢 - 鴻運到

- 戴夢夢 - 一筆過

- 戴夢夢 - 雨裡同行

- 方力申 - 繼續前進

- 費翔 - LOVE ME

- 傅穎 - 綁架心上人

- 郭富城 - 食你落肚

- 黃伊汶 - 愛失救

- 黃伊汶 - LOVE LOSE HELP

- 胡琳 - 煙灰

- 羅敏莊 - 當金星遇上火星

- 黎明 - 心靈感應

- 林海峰 -  亂世兒女

- 林海 - 我殺了一個人

- 林海峰 - 你好朝偉

- 林漢洋 - 讓我抱緊你

- 梁洛施 - 有鬼

- 梁漢文 - 不要吻我

- TASTU - 怪我

- TASTU - 鏡子

- 張瑤 - 愛的無辜

- 張瑤 - 螢光

- 張智霖 - 四面埋伏

### 編曲作品
- 陳冠希 - 超人佳亞

- 郭富城 - 食你落肚

- 林海峰 - 你好朝偉

- 林海峰 - 我殺了一個人

- 林海峰 - 亂世兒女

- 麥建才 - 爛泥

- 吳卓羲 - 別人問起

- 吳卓羲 - 過三關

- 張國榮 - 隨心

- 張智霖 - 四面埋伏

- 鄭中基 - 黑風暴雨

- 周子揚 - 白與黑

- 周筆暢 - 娃娃

### Remix作品

#### <Bpm Dance Collection Vol.2>
- M.P. C.- 犯賤

- M.P. C.- 大熱

- M.P. C.- 你教我兩度

- M.P. C.- 點夠喉

- M.P. C.- 全日愛

- M.P. C.- 活著VIVA

- M.P. C.- 越夜越有機

- M.P. C.- 替換

- M.P. C.- 無忌

- M.P. C.- 打的火熱

#### <Bpm Dance Collection Vol.3>
- M.P. C.- 無忌

- M.P. C.- 聽身體唱歌

- M.P. C.- 點夠喉

- M.P. C.- 全日愛

- M.P. C.- 大熱

- M.P. C.- 替換

- M.P. C.- 你教我兩度

- M.P. C.- 犯賤

- M.P. C.- 打的火熱

- M.P. C.- 活著VIVA

- M.P. C.- 越夜越有機

- M.P. C.- 天黑黑

- M.P. C.- 至少還有你

- M.P. C.- 好想好好愛你

- M.P. C.- 星晴

- M.P. C.- 我知道你很難過

- M.P. C.- 紅豆

- M.P. C.- Cappuccino

- M.P. C.- 值得

- M.P. C.- 小鎮姑娘

- M.P. C.- 出賣

#### <Bpm kelly chen Dance Collection Vol.4>
- 三秒鐘

- 好地方

- 原來如此

- 打呵欠

- 飛吧

- 戎掉你

- 隨身聽

- 我瘋了

- 記事本

- 每個人都想愛你

#### <Supre Dance Remix(英皇群星)>
- Twins - 女校男生(Back to school mix)

- 陳奕迅 - 愛是懷疑(MC Dub Mix)

- 容祖兒 - 痛愛(High-E Mix)

- 謝霆鋒 - 活著VIVA(Heavy beat mix)

- 陳冠希 - 心中最愛(Drum mix)

- 陳奕迅 - K歌之王(Speed up mix)

- Twins - 明愛暗戀補習社(After school mix)

- 鄭伊健 - 一個人戀愛(Dark mix)

- 陳冠希 - 你(Fantastic mix)

- 陳奕迅 - 2001太空漫遊(Ody CY mix)

- 葉佩雯 - Boom ba la(Basement mix)

- 容祖兒 - Lovin s U(Remix)

- 容祖兒 - 最新消息(Manhanttan mix)
- All In One Mix